# Vasif Biçaku
Vasif Biçaku (Tirana, 22 gennaio 1922 – 23 settembre 1979) è stato un calciatore albanese, di ruolo centrocampista.

## Carriera

### Nazionale
Ha collezionato 17 presenze ed un gol con la Nazionale albanese.